# بلوار واباش
بلوار واباش (انگلیسی: Wabash Avenue) فیلمی در ژانر موزیکال به کارگردانی هنری کاستر است که در سال ۱۹۵۰ منتشر شد. از بازیگران آن می‌توان به بتی گریبل و ویکتور ماتیور اشاره کرد.